# Kejsardubbelfotingar
Kejsardubbelfotingar (Julidae) är en familj av mångfotingar. Kejsardubbelfotingar ingår i ordningen cylinderdubbelfotingar, klassen dubbelfotingar, fylumet leddjur och riket djur. Enligt Catalogue of Life omfattar familjen Julidae 839 arter. 

## Bildgalleri

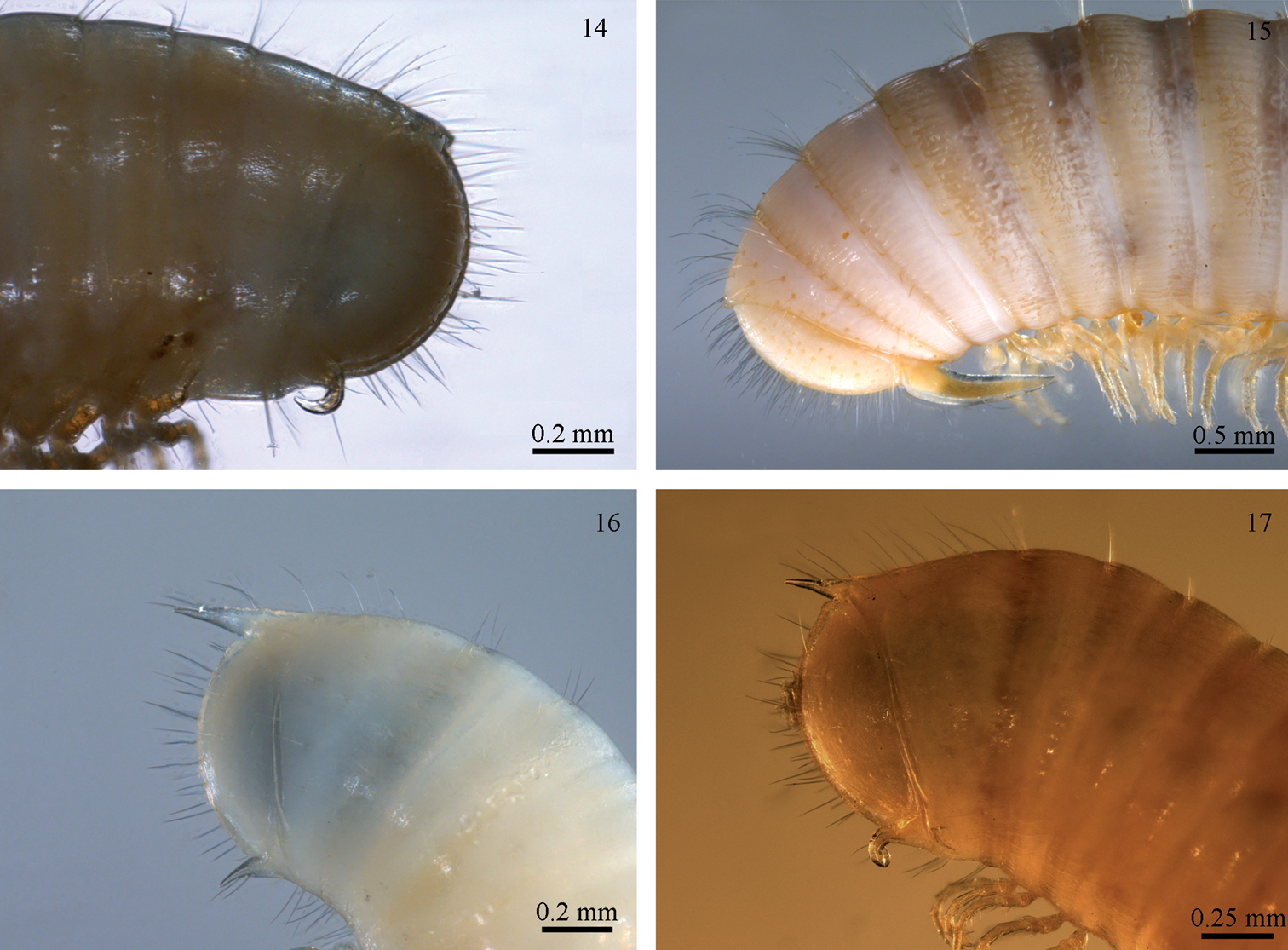
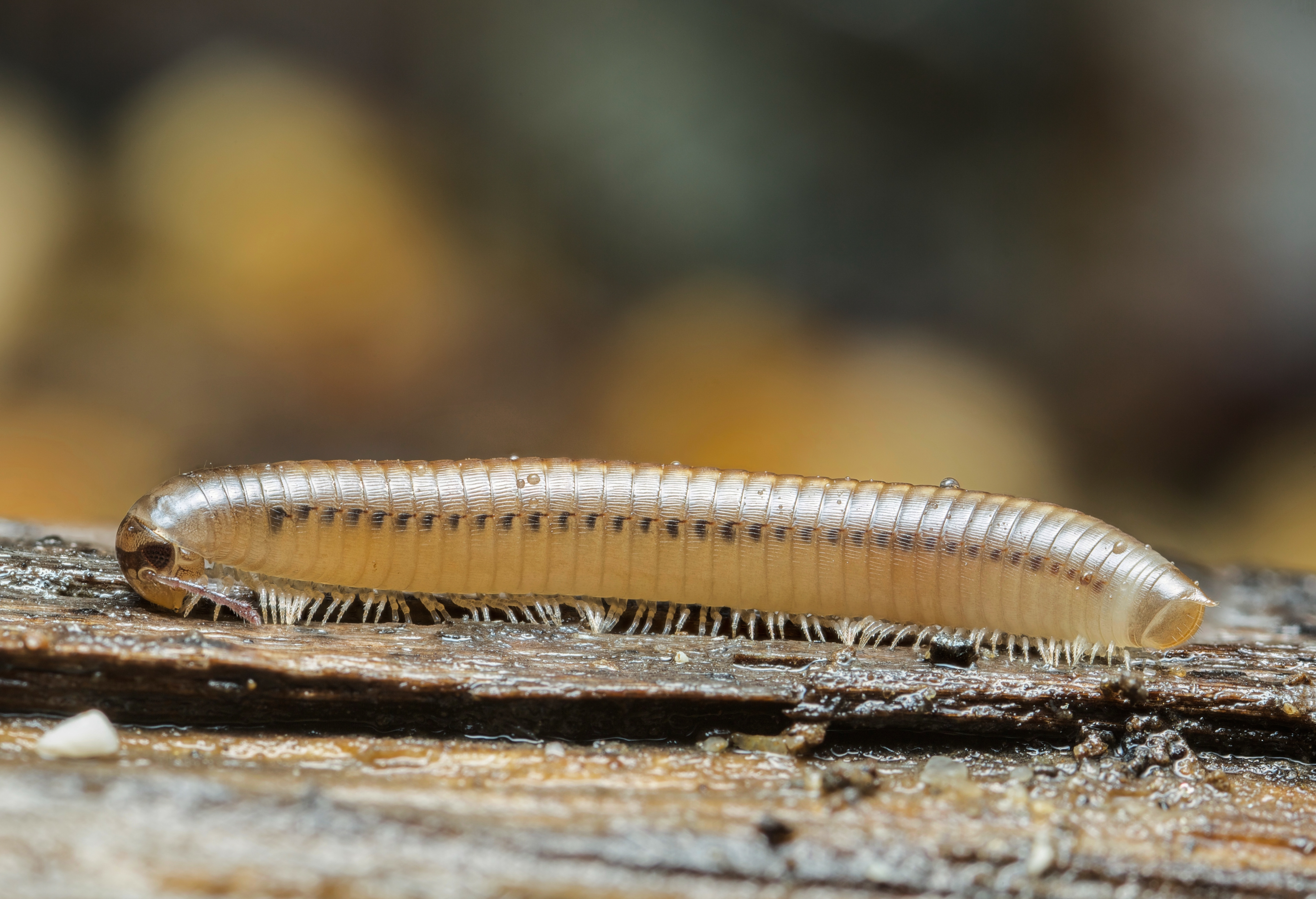
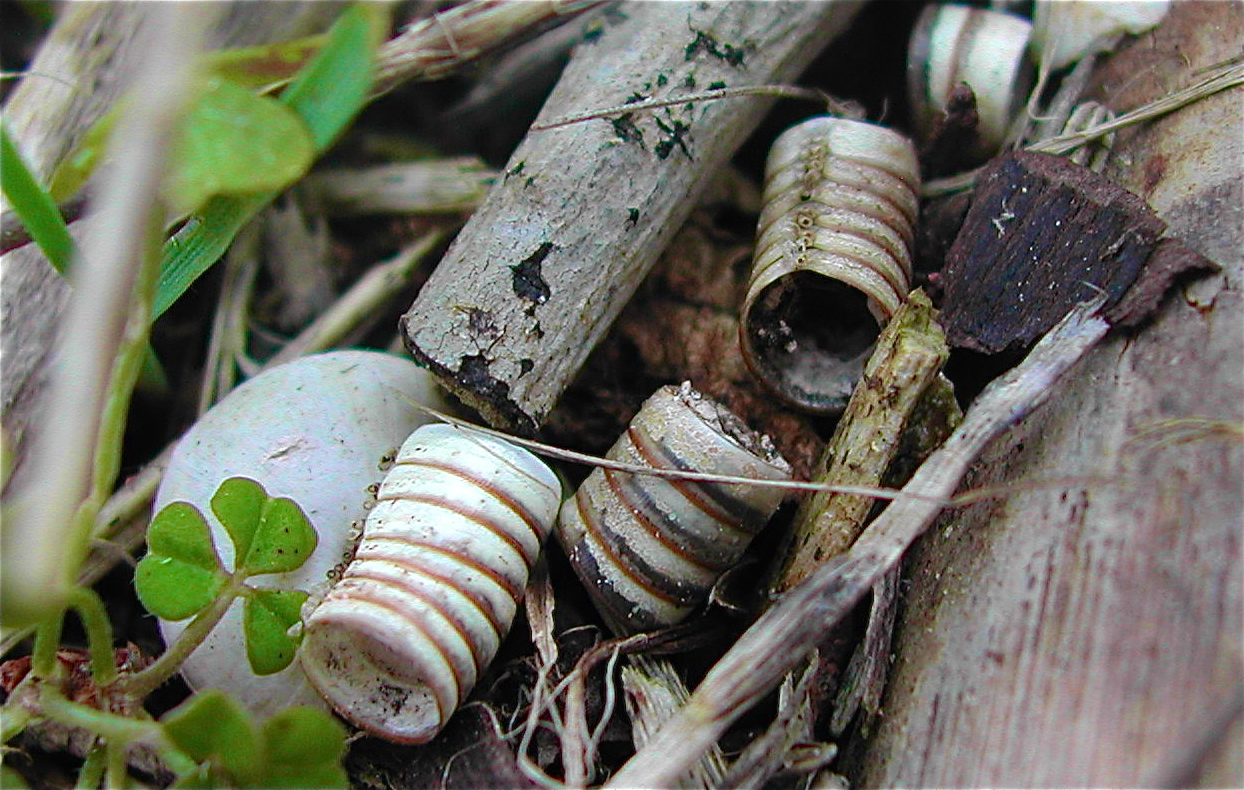
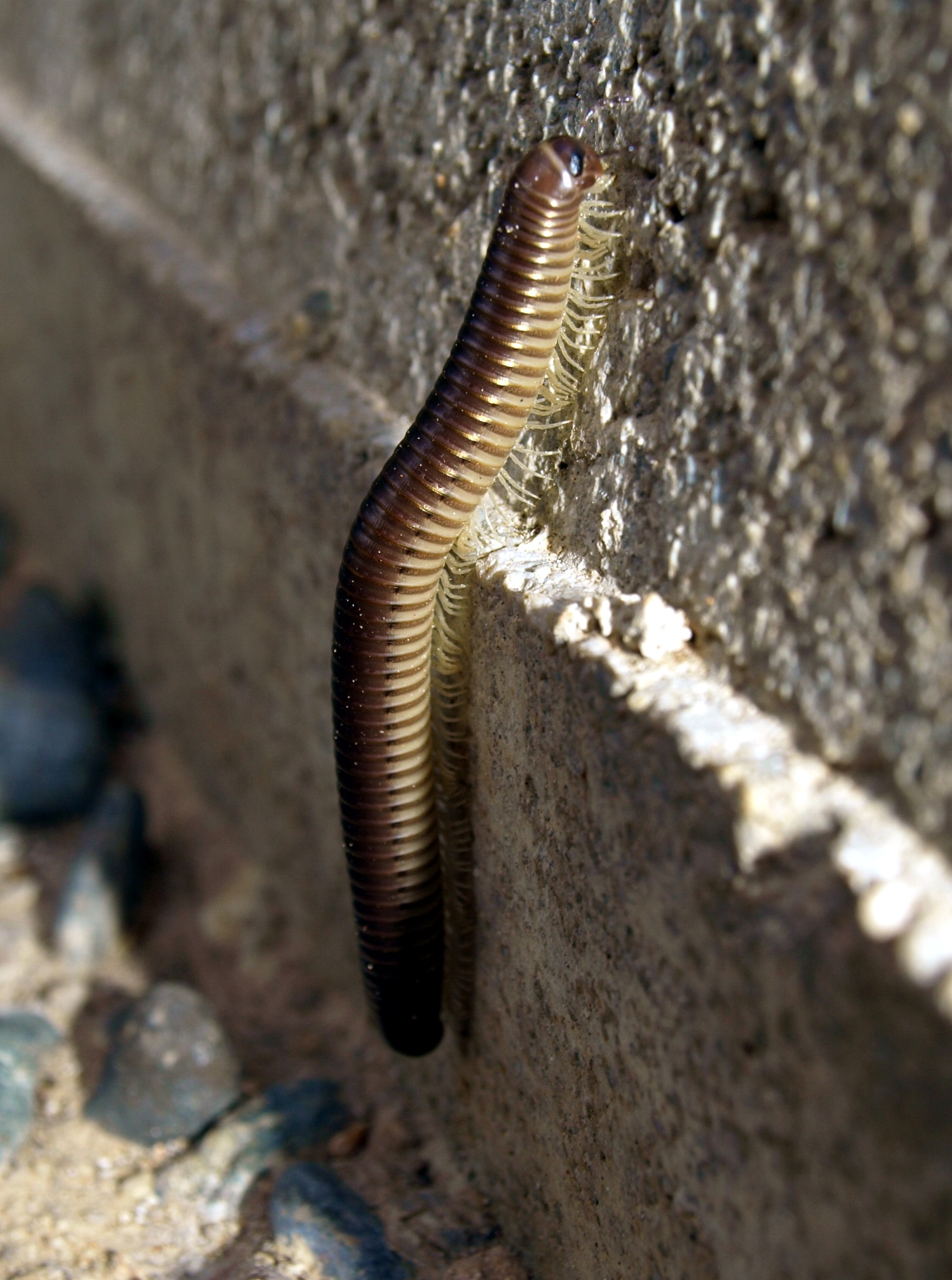
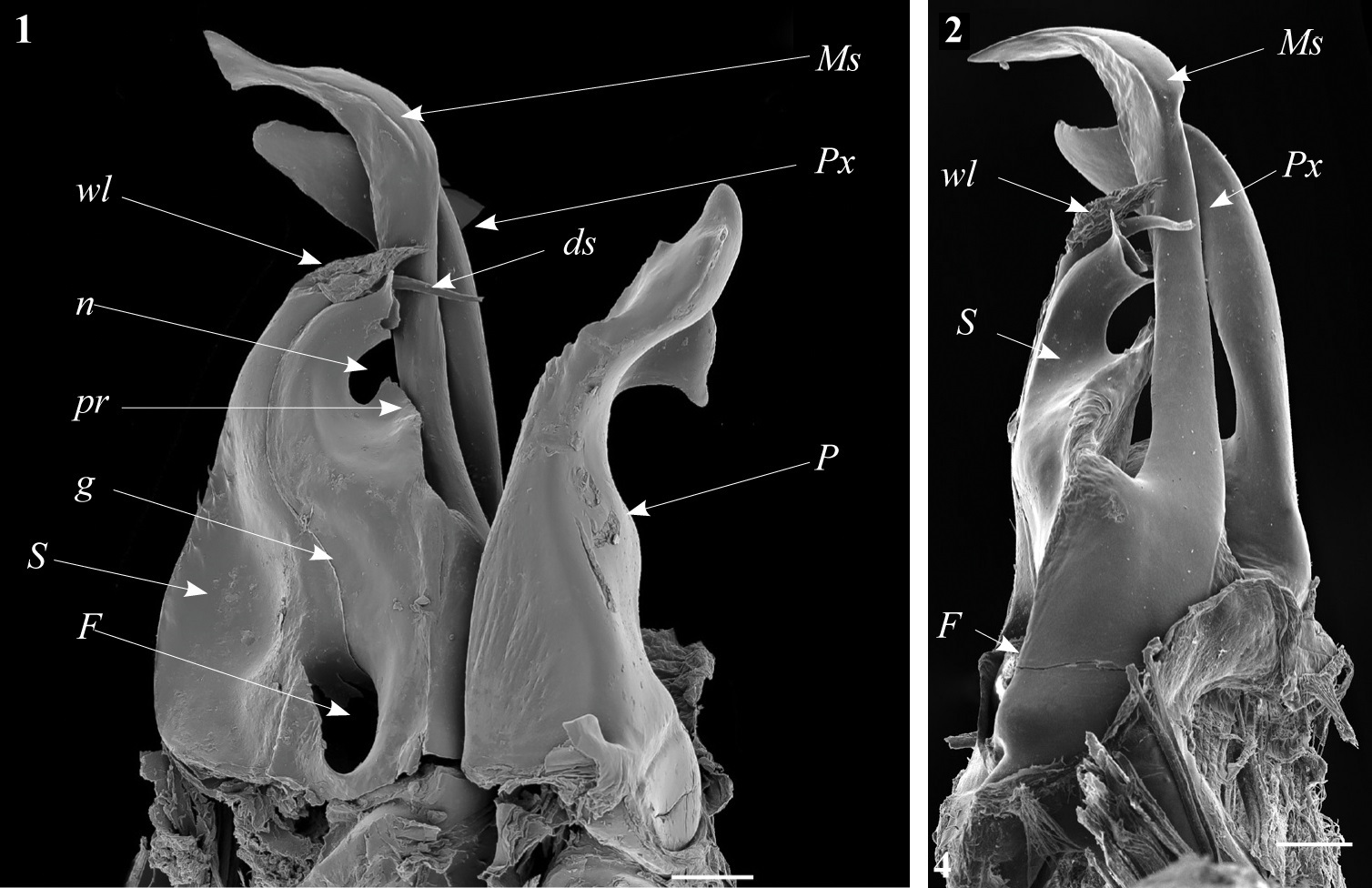
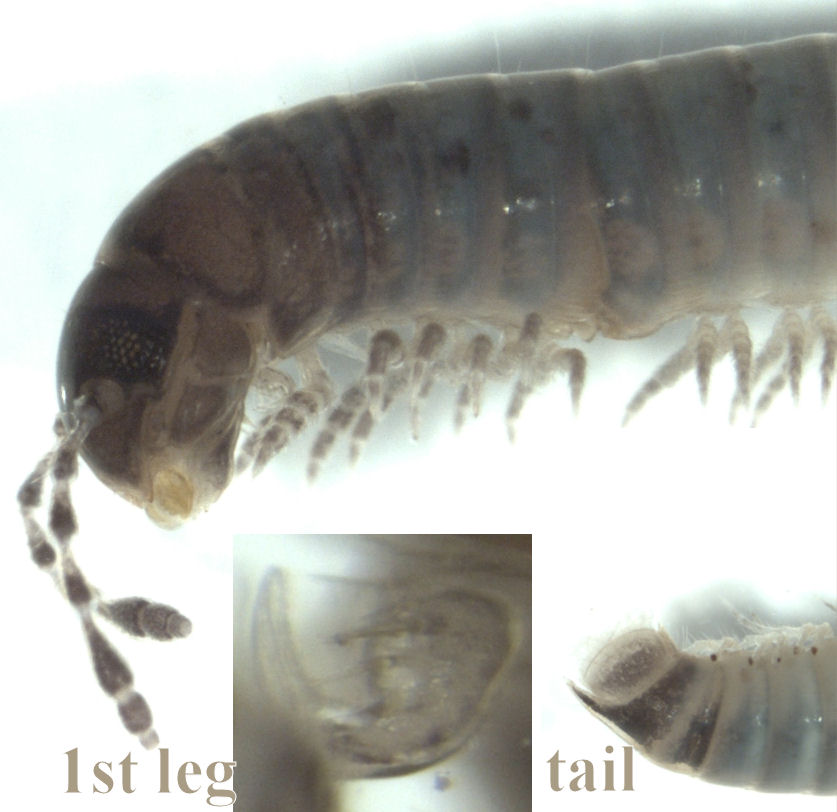

## Dottertaxa till kejsardubbelfotingar, i alfabetisk ordning[1][2]
- Afropachyiulus
- Allajulus
- Allopodoiulus
- Amblyiulus
- Anagaiulus
- Anatolicus
- Anaulaciulus
- Apfelbeckiella
- Archileucogeorgia
- Archiulus
- Atopocystis
- Balkanophoenix
- Banatoiulus
- Baskoiulus
- Brachiulus
- Brachyiulus
- Buchneria
- Byzantorhopalum
- Calyptophyllum
- Caspiopachyiulus
- Catamicrophyllum
- Chaitoiulus
- Chersoiulus
- Chromatoiulus
- Cylindroiulus
- Cypriopachyiulus
- Dangaraiulus
- Dendroiulus
- Diploiulus
- Dolichiulus
- Dolichoiulus
- Elbaiulus
- Enantiulus
- Fusiulus
- Geopachyiulus
- Grusiniulus
- Haplophyllum
- Heteroiulus
- Hylopachyiulus
- Hypsoiulus
- Interleptoiulus
- Ischiolobus
- Iulus
- Japanoiulus
- Julus
- Kryphioiulus
- Kubaniulus
- Leptoiulus
- Leptophyllum
- Leptotyphloiulus
- Leucogeorgia
- Macedoiulus
- Macheiroiulus
- Megaphyllum
- Mesoiulus
- Mesomeritius
- Mesoporoiulus
- Metaiulus
- Microbrachyiulus
- Microiulus
- Micromastigoiulus
- Micropachyiulus
- Micropodoiulus
- Neottiulus
- Nepalmatoiulus
- Nesopachyiulus
- Ommatoiulus
- Ophiiulus
- Ophiulus
- Ophyiulus
- Pachybrachyiulus
- Pachyiulus
- Pachypodoiulus
- Pacifiiulus
- Paectophyllum
- Parapachyiulus
- Parastenophyllum
- Paratyphloiulus
- Peltopodoiulus
- Promeritoconus
- Pteridoiulus
- Rhamphidoiulus
- Rossiulus
- Rumaniulus
- Schizophyllum
- Serboiulus
- Sibiriulus
- Solaenoiulus
- Spelaeoblaniulus
- Stenophyllum
- Styrioiulus
- Symphyoiulus
- Syniulus
- Syrioiulus
- Tachypodoiulus
- Taueriulus
- Telsonius
- Trichopachyiulus
- Trogloiulus
- Turboiulus
- Turkoiulus
- Typhloiulus
- Unciger
- Xestoiulus